# Таїсмарі Агуеро
Таїсмарі Агуеро Лейва (Taismary Agüero Leiva: 5 березня 1977, Санкті-Спіритус) — кубинська і італійська волейболістка. Дворазовава олімпійська чемпіонка, чемпіонка світу і дворазова переможниця Кубка світу (зі збірними Куби і Італії). Перша волейболістка, яка в складі двох національних збірних здобувала перемоги на провідних міжнародних змаганнях. Володар Кубка ЄКВ і Кубка виклику. З 2021 входить до Міжнародної зали слави волейболу.

## Клуби
| Роки      | Команди                           |
| --------- | --------------------------------- |
| 1993—1998 | «Санкті-Спіритус»                 |
| 1998—2000 | «Деспар» (Перуджа)                |
| 2000—2001 | «Санкті-Спіритус»                 |
| 2001—2005 | «Деспар» (Перуджа)                |
| 2005—2007 | «Асистел» (Новара)                |
| 2007—2009 | «Тюрк Телеком» (Анкара)           |
| 2009—2011 | «Асистел-Карнагі» (Вілла-Кортезе) |
| 2011—2013 | «Модена»                          |
| 2013—2014 | «Помі» (Казальмаджоре)            |
| 2014—2016 | «Форлі»                           |
| 2017—2018 | «Сассуоло»                        |
| 2018—2023 | «Монтале»                         |

## Досягнення
Олімпійські ігри
- Перше місце (2): 1996, 2000

Чемпіонат світу
- Перше місце (1): 1998

Кубок світу
- Перше місце (3): 1995, 1999, 2007

Всесвітнє гран-прі
- Перше місце (1): 2000
- Друге місце (2): 1996, 1997
- Третє місце (4): 1995, 1998, 2007, 2008

Чемпіонат Європи
- Перше місце (2): 2007, 2009

Ліга чемпіонів ЄКВ
- Друге місце (1): 2004

Кубок ЄКВ
- Перше місце (2): 2000, 2006

Кубок виклику ЄКВ
- Перше місце (1): 2005

Чемпіонат Італії
- Перше місце (2): 2003, 2005

Кубок Італії
- Перше місце (5): 1999, 2003, 2005, 2010, 2011

## Статистика
Статистика виступів на Олімпійських іграх і чемпіонаті світу:
| Рік  | Збірна | Турнір           | Ігри | Сети | Очки | Ср.  | Місце | Примітки |
| ---- | ------ | ---------------- | ---- | ---- | ---- | ---- | ----- | -------- |
| 1996 | Куба   | Олімпійські ігри |      |      |      | ,    | 1     |          |
| 1998 | Куба   | Чемпіонат світу  |      |      |      | ,    | 1     |          |
| 2000 | Куба   | Олімпійські ігри |      |      |      | ,    | 1     |          |
| 2008 | Італія | Олімпійські ігри | 5    | 15   | 61   | 4,06 | 5     |          |